# Puriana rugipunctata
Puriana rugipunctata är en kräftdjursart som först beskrevs av Ulrich och Bassler 1904.  Puriana rugipunctata ingår i släktet Puriana och familjen Trachyleberididae. Inga underarter finns listade i Catalogue of Life.